# 333
| 333                |
| ------------------ |
| Dødsfald - Fødsler |
|                    |

| Gregoriansk kalender | 333 CCCXXXIII           |
| Ab urbe condita      | 1086                    |
| Armensk kalender     | I/T                     |
| Kinesiske kalender   | 3029 – 3030 壬辰 – 癸巳 |
| Etiopisk kalender    | 325 – 326               |
| Jødisk kalender      | 4093 – 4094             |
| Hindukalendere       |                         |
| - Vikram Samvat      | 388 – 389               |
| - Shaka Samvat       | 255 – 256               |
| - Kali Yuga          | 3434 – 3435             |
| Iransk kalender      | 289 BP – 288 BP         |
| Islamisk kalender    | 298 BH – 297 BH         |

Se også 333 (tal)